# Yr Eifl
Yr Eifl är ett berg i Storbritannien.   Det ligger i kommunen Gwynedd och riksdelen Wales, i den sydvästra delen av landet, 300 km nordväst om huvudstaden London. Toppen på Yr Eifl är 561 meter över havet, eller 459 meter över den omgivande terrängen. Bredden vid basen är 9,7 km.
Terrängen runt Yr Eifl är kuperad österut, men söderut är den platt. Havet är nära Yr Eifl åt nordväst. Runt Yr Eifl är det ganska glesbefolkat, med 45 invånare per kvadratkilometer. Närmaste större samhälle är Pwllheli, 10,4 km söder om Yr Eifl. Trakten runt Yr Eifl består i huvudsak av gräsmarker.